# 김일성청년영예상
김일성청년영예상은 조선민주주의인민공화국의 모범 청년 및 청년단체에 수여하는 최고의 상이다. 1972년 1월 제정되었다.